# آسیاب هیلدبرند
آسیاب هیلدبرند واقع در فلنیت کریک (به انگلیسی: Flint Creek)در کلکورد، شهرستان دلاور، اوکلاهما (به انگلیسی: Colcord, Delaware County, Oklahoma)در سال ۱۸۴۵ ساخته شده‌است و بیش از ۱۲۵ سال در خدمت مردم ساکن تپه سرزمین قوم قدیمی چروکی (به انگلیسی: Cherokee Nation)بود؛ و در فاصله کمی از سیلوام اسپرینگز (آرکانزاس) (به انگلیسی: Siloam Springs, Arkansas)واقع شده‌است. این آسیاب در سال ۱۹۷۲ در فهرست ملی اماکن تاریخی ثبت شد.
کانال حامل جریان سریع آب که چرخ آسیاب را به حرکت درمی‌آورده در ابعاد ۴ فوت (۱٫۲ متر) در۴ فوت (۱٫۲ متر) بوده و آب را بر روی چرخ می‌ریخته‌است. ابعاد این کانال تا ۸ فوت (۲٫۴ متر) در ۸ فوت (۲٫۴ متر) و مجرایی که ۳۰۰ فوت (۹۱ متر)است، گسترش یافته‌است و یک توربین را تغذیه می‌کند.
این کارخانه به عنوان یک کارخانه چوب بری و به عنوان آسیاب غلات عمل می‌کرد و در طول جنگ داخلی آمریکا در حمایت از کمیسرهای شمال و جنوب از آن استفاده می‌شد. خانواده‌های هیلدبراند و پراکتور در این منطقه با هم عداوت داشتند.
ساختمان فعلی در سال ۱۹۰۷ ساخته شده‌است. آخرین عملکرد آن توسط نیروی آب، آسیاب کردن غلات بود که تا سال ۱۹۳۵ ادامه داشت. سپس با استفاده از موتور گازسوز، تا سال ۱۹۶۷، از این مکان برای برش الوار استفاده می‌شد.